# Jihan Ammar
Jihan Ammar —àrab: جيهان عمار, Jīhān ʿAmmār— és una periodista i artista egípcia que va guanyar el 2003 el Premi Internacional de Fotografia Documental de la fundació Fifty Crows per a la regió africana. És reportera gràfica des de fa vuit anys i ha viscut al Caire, a Nicòsia i Teheran. A hores d'ara viu a París i treballa a l'agència France Presse. Si bé les seves activitats periodístiques se centren en els espais públics, el seu treball personal es desenvolupa, per contra, en l'esfera privada: sovint fotografia amics i familiars, i els casaments constitueixen un dels seus temes preferits.